# 마릴린 먼로와 함께한 일주일
《마릴린 먼로와 함께한 일주일》(영어: My Week with Marilyn)은 2011년 공개된 사이먼 커티스가 감독하고 에이드리언 호지스가 각본을 쓴 영국의 드라마 영화이다. 미셸 윌리엄스, 케네스 브래너, 에디 레드메인, 도미닉 쿠퍼, 줄리아 오몬드, 엠마 왓슨, 그리고 주디 덴치가 출연한다.
콜린 클라크의 두 권의 회고록 책을 원작으로, 마릴린 먼로가 로런스 올리비에와 함께 1957년 영화 《왕자와 무희》(원제: The Prince and the Showgirl)를 촬영하던 1956년의 어느 일주일에 초점을 맞춰, 당시 이 영화의 조감독이였던 콜린 클라크(에디 레드메인)와 먼로의 알려지지 않은 비밀스러운 로맨스를 다루고 있다.
이 영화는 2011년 10월 9일 뉴욕 영화제에서 첫 상영되었고, 이틀후에는 밀 밸리 영화제에 선보였다. 2011년 11월 23일에는 미국, 11월 25일 영국 전역에 개봉되었다.
마릴린 먼로를 연기한 미셸 윌리엄스는 '마릴린 먼로의 완벽 환생'이라는 극찬을 받으며, 골든 글로브상 영화 뮤지컬 코미디부분 여우주연상을 수상했다. 또한 윌리엄스와 케네스 브래너는 미국 아카데미상과 영국 아카데미상에서 여우주연상과 남우조연상 후보에 지명되었다.

## 줄거리
1956년, '세기의 섹스 심볼'로 불리며 전세계의 사랑을 한 몸에 받고 있던 마릴린 먼로(미셸 윌리엄스)는 영화 '왕자와 무희'를 촬영하기 위해 영국을 방문한다. 그때 영국 명문가 자제인 23세 청년 콜린 클락(에디 레드메인)은 영화계를 동경해 로렌스 올리비에(케네스 브래너)의 제작사에 세번째 보조감독으로 일하게 된다. 콜린은 먼로를 처음 본 순간 그녀의 귀여우면서도 관능적인 아름다움에 매료되지만 애써 외면하려 한다. 하지만 낯선 현장에 쉽게 적응하지 못하고 이 영화의 감독과 상대역할을 맡은 올리비에와 잦은 마찰을 일으킨다. 또한 다른 사람들의 시선과 연기에 대한 불안과 불만족이 더해지면서 먼로는 지쳐간다.
촬영장에 1시간 이상 늦기 일쑤고 걸핏하면 신경안정제를 다량 복용해 침대에서 일어나지 못하는 먼로를 모두 견디기 어려워하지만, 콜린만이 유일하게 먼로를 진심으로 대한다. 그의 눈에 비친 먼로는 세기의 스타 또는 섹스심볼과는 거리가 먼, 그 어떤 배우보다 연기 욕심이 가득하고 순수한 매력을 지닌 여자였다. 그는 진심어린 마음으로 그녀의 지친 마음을 달래주고 먼로 역시 콜린의 위로에 마음의 안정을 되찾는다. 이후 먼로는 불안할 때마다 콜린을 찾기 시작하고 콜린 역시 그녀의 매력에 빠져든다. 촬영장을 벗어나 둘 만의 시간을 보내는 등 짜릿하고 달콤한 데이트를 즐긴다. 하지만 단꿈도 잠시 촬영이 끝나고 먼로는 남편인 유명 극작가 아서 밀러에게 헌신하겠다며 콜린에게 그간의 일을 잊으라고 말한다.

## 캐스팅
- 미셸 윌리엄스 - 마릴린 먼로 역
- 에디 레드메인 - 콜린 클라크 역
- 케네스 브래너 - 로런스 올리비에 경 역
- 엠마 왓슨 - 루시 역
- 더그레이 스콧 - 아서 밀러 역
- 도미닉 쿠퍼 - 밀턴 H. 그린 역
- 줄리아 오몬드 - 비비언 리 역
- 주디 덴치 - 시빌 손다이크 여사 역
- 데릭 제이코비 - 오언 모셰드 경 역
- 조 워너메이커 - 폴라 스트래즈버그 역
- 필립 잭슨 - 로저 스미스 역
- 토비 존스 - 아서 P. 제이컵스 역